# Lee Norwood
Lee Charles Norwood (* 2. Februar 1960 in Oakland, Kalifornien) ist ein ehemaliger US-amerikanischer Eishockeyspieler und -trainer, der in seiner aktiven Zeit von 1977 bis 1997 unter anderem für die Nordiques de Québec, Washington Capitals, St. Louis Blues, Detroit Red Wings, New Jersey Devils, Hartford Whalers und Calgary Flames in der National Hockey League gespielt hat.

## Karriere
Lee Norwood wurde in Oakland, Kalifornien geboren und wuchs in Trenton, Michigan, auf. Seine Karriere als Eishockeyspieler begann er in der Saison 1977/78 bei den Olympiques de Hull aus der kanadischen Juniorenliga QMJHL. Anschließend spielte er zwei Jahre lang für die Oshawa Generals in der höchsten Juniorenliga der Ontario Hockey Association. In diesem Zeitraum wurde er im NHL Entry Draft 1979 in der dritten Runde als insgesamt 62. Spieler von den Nordiques de Québec ausgewählt. Für die Nordiques gab der Verteidiger in der Saison 1980/81 sein Debüt in der National Hockey League, konnte sich dort jedoch zunächst nicht durchsetzen, weshalb er den Großteil der Spielzeit bei deren Farmteam Hershey Bears in der American Hockey League verbrachte. Die Saison 1981/82 begann er als Stammspieler beim neuen AHL-Farmteam Fredericton Express, während er in der NHL nur zu zwei weiteren Einsätzen für die Nordiques kam. Schließlich wurde er im Februar 1982 innerhalb der NHL zu den Washington Capitals transferiert, bei denen er bis zum Saisonende Stammspieler war. In der Saison 1982/83 wurde er jedoch meistens an das AHL-Farmteam Hershey Bears abgegeben, für das er bereits während seiner Zeit bei den Nordiques aufgelaufen war.
Die Saison 1983/84 verbrachte Norwood nach einem Transfer im Austausch für David Shand bei den St. Catharines Saints in der AHL. Anschließend wechselte er zur Saison 1984/85 zu den Peoria Rivermen aus der International Hockey League. In Peoria konnte er überzeugen und wurde mit der Wahl in das First All-Star Team der IHL sowie mit der Governor’s Trophy als bester Verteidiger der Liga ausgezeichnet. Die Saison 1985/86 verbrachte er schließlich wieder in der NHL, nachdem ihn die St. Louis Blues als Free Agent unter Vertrag genommen hatten. Von 1986 bis 1990 stand der US-Amerikaner für die Detroit Red Wings auf dem Eis, für deren AHL-Farmteam Adirondack Red Wings er ebenfalls drei Spiele absolvierte. Zu Beginn der Saison 1990/91 wurde er gemeinsam mit einem Viertrunden-Wahlrecht im NHL Entry Draft 1992 im Tausch für Paul Ysebaert an die New Jersey Devils abgegeben. Die folgende Spielzeit begann er nach einem erneuten Transfergeschäft bei den Hartford Whalers, für die er jedoch nur sechs Spiele bestritt, ehe er für die folgenden zwei Jahre zu seinem Ex-Team St. Louis Blues zurückkehrte. In der Saison 1993/94 verteidigte der Linksschütze für das NHL-Team Calgary Flames sowie die San Diego Gulls aus der IHL. Nach einjähriger Pause schnürte er in der Saison 1995/96 für die IHL-Konkurrenten Chicago Wolves und Detroit Vipers die Schlittschuhe. Zuletzt trat er in der Saison 1996/97 für die Saginaw LumberKings in der Colonial Hockey League und die San Antonio Dragons in der IHL an.
Zur Saison 1997/98 übernahm Norwood das Amt als Cheftrainer bei den Central Texas Stampede aus der Western Professional Hockey League. Mit seiner Mannschaft scheiterte er in der ersten Playoff-Runde an den Shreveport Mudbugs.

## Erfolge und Auszeichnungen
- 1985 Governor’s Trophy
- 1985 IHL First All-Star Team